# Cryolophosaurus
 Cryolophosaurus  („gefrorene Kammechse“) ist eine Gattung theropoder Dinosaurier aus dem Unterjura, dessen fossile Überreste am Hang des Mount Kirkpatricks auf dem antarktischen Festland entdeckt wurden.

## Beschreibung und Systematik

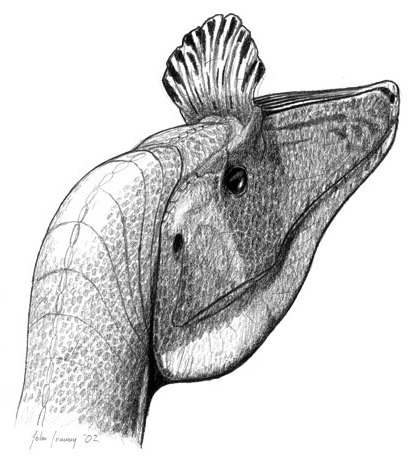
Kopfstudie von Cryolophosaurus ellioti

Wie alle Theropoden bewegte sich der sechs bis acht Meter lange Cryolophosaurus zweibeinig (biped) fort und ernährte sich von Fleisch. An seinen Klauen befanden sich drei Krallen. Eine Besonderheit wies der Schädel auf, der einen nach vorne gerichteten Knochenkamm auf dem Nasenbein (Nasale) trug.
Auch über seinen Augen trug der Dinosaurier kleinere Kammauswüchse. Es wird spekuliert, dass dieser Kamm während der Paarungszeit zum Anlocken potentieller Partner genutzt wurde.
Cryolophosaurus lebte während des Unterjuras (Sinemurium bis Pliensbachium), als der heutige antarktische Kontinent noch einen Teil des südlichen Superkontinents Gondwana bildete. Seine systematische Stellung wird kontrovers diskutiert, da er sowohl primitive als auch moderne Merkmale aufwies. Smith und Kollegen (2007) ordneten ihn gemeinsam mit Dilophosaurus wetherilli, Dracovenator regenti und Dilophosaurus sinensis (bzw. Sinosaurus) in die heute umstrittene Familie Dilophosauridae. Carrano et al. (2012) sehen dagegen Unterschiede zwischen Cryolophosaurus, Dilophosaurus sinensis und den anderen Dilophosauriden und beschreiben die beiden als primitive Tetanurae. In neueren Arbeiten taucht er teilweise wieder als Verwandter von Dilophosaurus auf.
Er ist der erste Dinosaurier, der in Antarktika gefunden und wissenschaftlich beschrieben wurde. Der Name „Cryolophosaurus“, bezieht sich sowohl auf die ungewöhnliche Fundsituation als auch auf die ungewöhnliche Schädelanatomie. Cryo ist vom Altgriechischen κρύος (kryos) mit der Bedeutung kalt bzw. Eis und von λόφος (lophos) für ‚Haarschopf‘ abgeleitet und anglisiert.

## Fundgeschichte

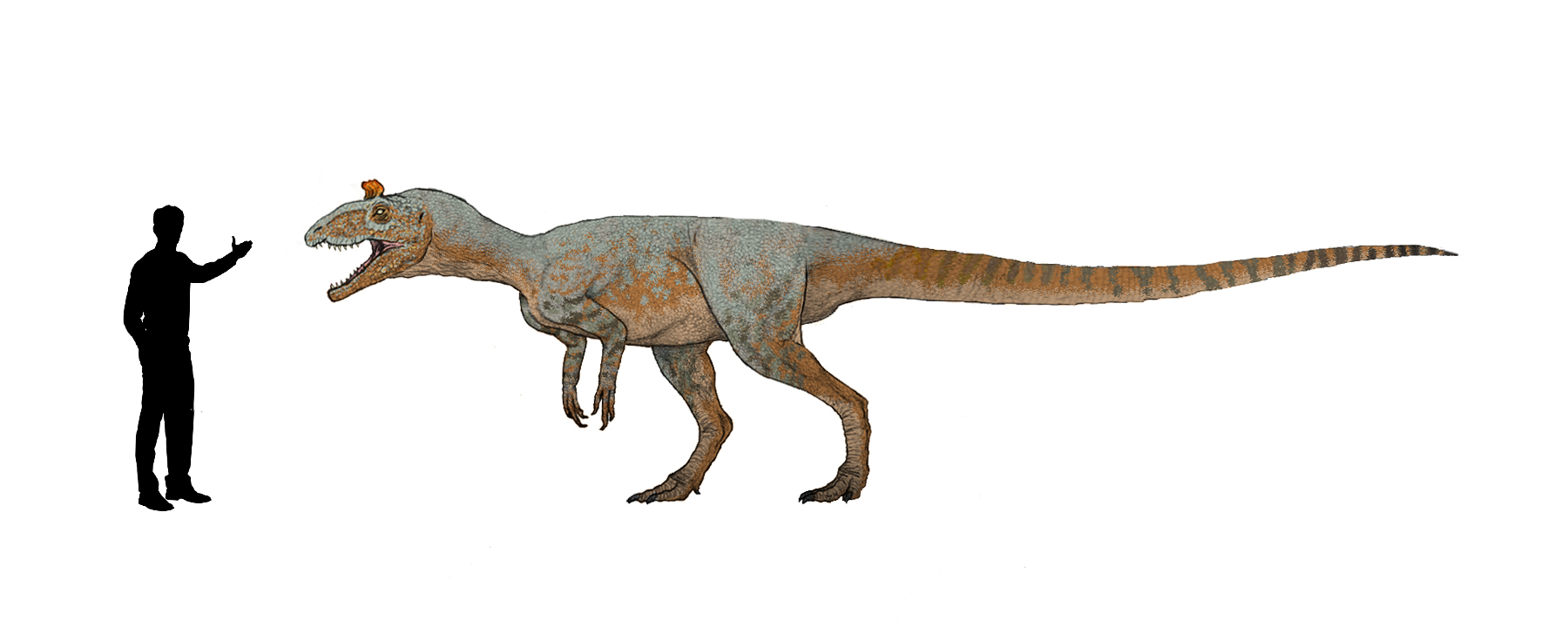
Größenvergleich von C. ellioti mit einem Menschen.

William R. Hammer und William J. Hickerson veröffentlichten 1994 die wissenschaftliche Beschreibung von Cryolophosaurus ellioti. Seine Fossilien waren 1991 von einer von dem US-amerikanischen Professor Hammer geleiteten Forschergruppe in etwa 4100 Meter Höhe am Hang des Mount Kirkpatrick im vulkanischen Siltstein der Hanson-Formation gefunden wurden. 2003 wurden weitere Überreste entdeckt, insgesamt bargen die Expeditionsteilnehmer etwa die Hälfte des Skeletts.
Mit der Entdeckung von Cryolophosaurus konnte untermauert werden, dass sich die Dinosaurier auch bis in die Antarktis ausbreiteten. Zwar war das Erdklima damals milder als heute, doch auch im Jura gab es bereits Monate, in denen die Temperatur unter null Grad Celsius fallen konnte. Es ist deshalb anzunehmen, dass Cryolophosaurus ein Warmblüter war.